# ガブリエル・タルド
ガブリエル・タルド「ジャン＝ガブリエル・タルド」、「ジャン＝ガブリエル・ド・タルド」と日本語表記されたものもある。（フランス語: Jean‐Gabriel de Tarde、1843年3月12日 - 1904年5月13日）は、フランスの社会学者、社会心理学者。

## 経歴
出生から修学期
1843年、ドルドーニュ県サルラ（現・サルラ＝ラ＝カネダ）で生まれた。地方貴族の子として少年時代をすごし、最初エコール・ポリテクニックで数学を学ぼうとするも眼病を患いかなわず、トゥールーズ大学、パリ大学で法律を学ぶこととなった。しかしそれぞれの大学に在学中、眼病を再発させたことにより大学を中退し、故郷に戻って独学を続けた。このとき、クールノーに多大な影響を受けた。
裁判官時代
その後、早世した父と同じく裁判官の道を選び、1867年にサルラ裁判所に奉職。1880年頃から、リボーの創刊した『哲学雑誌』に論文を投稿するようになる。犯罪は遺伝的なものであると考えるイタリアのロンブローゾの犯罪学に対し関心をもって研究し、犯罪は伝播や伝染といった観点から模倣的な事実であるという視点で厳しい批判も行っている。
その後、社会的な影響関係を重視した独自の研究を進め、犯罪学の著作『比較犯罪学』(1886)『模倣の法則』(1890)などを刊行し、その後も、裁判官の勤務のかたわら多くの著作や論文を発表した。1894年には司法省統計局長に就任し、母の死去もともないパリへ移住。1895年、パリ社会学会会長に就任し、レジョン・ドヌール勲章を受章。1900年、コレージュ・ド・フランスの近代哲学教授に就任。1904年、パリにて死去。

## 受賞・栄典
- 1895年：レジョン・ドヌール勲章を受章。

## 研究と思想
1890年に『模倣の法則――社会学的研究』を発表し、社会学を一般に受容させた人物の一人である。後に社会学の父と称されることとなるデュルケムに対して、分業が道徳的な事実であるか否か、犯罪が正常であるか否か、社会が実在するのか否か(社会実在論)といった多岐にわたる論点をめぐって論争を繰り広げた。
1901年には『世論と群集』を刊行。ル・ボンの群集心理学を批判し、直接対面的な関係によって結合する群集に対して、メディアを介した遠隔作用によって結合する公衆概念を提示した。

### 門下生
- 米田庄太郎はタルドに師事した。

## 今日の評価
1960年代以降、ドゥルーズによって肯定的に引用されていることから哲学者からも注目されるようになる（『千のプラトー』では「ガブリエル・タルドへのオマージュ」を書いている）。1999年以降、フランスではアリエズを中心にドゥルーズの弟子や友人たちがタルド著作集を刊行されている（現在も刊行中）。なかでもネグリの弟子でもあるラッツァラートは、タルドの「窓のある」モナド論（ネオ・モナドロジー）と『経済心理学』を資本主義分析に応用し、注目されている。
また、ブルーノ・ラトゥールは自身のANT理論が社会学をタルドの系統にあるとして1999年以降、多くの著作で引用している。

## 著作
- 1886, La criminalité comparée, Paris: Félix Alcan.
- 1890, La philosophie pénale, Lion-Paris: A.Storck et G.Masson.
- 1890, Les lois de l'imitation: Etude sociologique, Paris: Félix Alcan. 
  - 池田祥英・村澤真保呂訳『模倣の法則』（河出書房新社, 2007年、新版2017年）
- 1893, Les transformations du droit: Etude sociologique, Paris: Félix Alcan.
- 1895, La logique sociale, Paris: Félix Alcan.
- 1896, Fragment d'histoire future, Paris: V. Giard et E. brière. 
  - 田辺寿利訳『未来史の断片』（不及社, 1924年）
- 1897, L'opposition universelle: Essai d’une théorie des contraires, Paris: Félix Alcan.
- 1898, Etudes de psychologie sociale, Paris: V. Giard et E. brière.
- 1898, Les lois sociales: Esquisse d’une sociologie, Paris: Félix Alcan. 
  - 小林珍雄訳『社会法則』（創元社, 1943年）
  - 村澤真保呂・信友建志訳『社会法則／モナド論と社会学』（河出書房新社, 2008年）
- 1901, L'opinion et la foule, Paris: Félix Alcan. 
  - 稲葉三千男訳『世論と群集』（未來社, 1964年、新版1989年）
- 1902, Psychologie économique, Paris: Félix Alcan.

## タルドに関する著作
- 横山滋『模倣の社会学』丸善ライブラリー 1995
- ロザリンド・H・ウィリアムズ『夢の消費革命』吉田典子・田村真理訳、工作舎 1996[4]
- 夏苅康男『タルドとデュルケム：社会学者へのパルクール』学文社 2008
- 池田祥英『タルド社会学への招待：模倣・犯罪・メディア』学文社「早稲田社会学ブックレット」 2009
- 中倉智徳『ガブリエル・タルド：贈与とアソシアシオンの体制へ』洛北出版 2011
- 『情念の経済学　タルド経済心理学入門』人文書院 2021
ブリュノ・ラトゥール／ヴァンサン・アントナン・レピネ著、中倉智徳訳